# Joaquín Navarro-Valls
Joaquín Navarro-Valls (Cartagena, 16 de novembro de 1936 – Roma, 5 de julho de 2017) foi um jornalista e médico espanhol que serviu como porta-voz do Vaticano durante 22 anos entre 1984 e 2006, nos pontificados de João Paulo II e Bento XVI. Com formação em medicina psiquiátrica e jornalismo, foi membro numerário do Opus Dei. Dedicou-se ao jornalismo e foi nessas funções que entrou no Vaticano, a pedido de João Paulo II que queria melhorar os meios de comunicação da Santa Sé.

## Biografia
Muitas vezes foi tido erroneamente como sendo religioso ou sacerdote. Estudou medicina nas faculdades de Granada e Barcelona, bacharelou-se em medicina e cirurgia em 1961. Doutorou-se em psiquiatria com a tese "Transtornos psiquiátricos e traumatismos cranianos." Foi professor ajudante de medicina. Em 1968 formou-se em jornalismo e, em 1980, obteve a licenciatura em Ciências da Comunicação pela Universidade de Navarra. Foi bolsista da Universidade de Harvard.
Foi membro fundador da revista Diagonal em 1964. Correspondente estrangeiro de "Nosso Tempo" em 1972. De 1977 a 1984 foi correspondente do diário ABC para a Itália e para o Mediterrâneo Oriental e enviado especial nos países da África Equatorial, Japão e Filipinas. Foi membro do Conselho Diretor e depois Presidente da Associação de Imprensa Estrangeira na Itália (1983 - 1984). Em 1984 foi convidado pelo Papa João Paulo II para ser o Diretor da Sala de Imprensa da Santa Sé, cargo que ocupou até 2006. A partir de janeiro de 2007 passou a presidir o Conselho Consultivo da Universidade Campus Biomédico de Roma.
Integrou as Delegações da Santa Sé nas Conferências Internacionais das Nações Unidas no Cairo  (1994), Copenhague (1995), Pequim (1995) e Istambul (1996). De 1996 a 2001 presidiu o Conselho de Administração da Fundação "Maruzza Lefebvre d'Ovidio" para enfermos oncológicos terminais.
Foi professor da Faculdade de Comunicação Institucional da Pontifícia Universidade da Santa Cruz e doutor "Honoris Causa" em Ciências da Comunicação pelas Universidades de Valência, Nápoles e Varese em Direito pela Universidade de Múrcia. Na sua carreira profissional recebeu mais de vinte prêmios e foi condecorado pelos governos da Áustria, Suécia, Chile, Itália, Espanha, Argentina, Cidade do Vaticano, Polônia e Paraguai.

## Obras publicadas
- A manipulação publicitária. Barcelona, 1970.

- A família e o mundo atual. Barcelona, 1976.

- A família e a educação. Caracas, 1978.

- Fumaça branca. Madrid, 1978.